# Svetlana Pospelova
Svetlana Pospelova (in russo Светлана Поспелова?; Leningrado, 24 dicembre 1979) è una velocista russa, specializzata nei 400 metri piani, disciplina di cui è stata campionessa europea outdoor e indoor.

## Palmarès
| Anno | Manifestazione    | Sede     | Evento      | Risultato | Prestazione | Note                                     |
| ---- | ----------------- | -------- | ----------- | --------- | ----------- | ---------------------------------------- |
| 1998 | Mondiali juniores | Annecy   | 4×400 m     | Argento   | 3'32"35     |                                          |
| 2000 | Europei indoor    | Gand     | 400 m piani | Oro       | 51"66       |                                          |
| 2000 | Europei indoor    | Gand     | 4×400 m     | Oro       | 3'32"53     |                                          |
| 2000 | Giochi olimpici   | Sydney   | 400 m piani | Batteria  | dq          |                                          |
| 2003 | Mondiali          | Parigi   | 400 m piani | 8ª        | 51"30       |                                          |
| 2005 | Europei indoor    | Madrid   | 400 m piani | Oro       | 50"41       |                                          |
| 2005 | Europei indoor    | Madrid   | 4×400 m     | Oro       | 3'28"00     | Record dei campionati                    |
| 2005 | Mondiali          | Helsinki | 400 m piani | 4ª        | 50"11       |                                          |
| 2005 | Mondiali          | Helsinki | 4×400 m     | Oro       | 3'20"95     |                                          |
| 2006 | Europei           | Göteborg | 400 m piani | 7ª        | 50"90       |                                          |
| 2006 | Europei           | Göteborg | 4×400 m     | Oro       | 3'25"12     |                                          |
| 2010 | Mondiali indoor   | Doha     | 4×400 m     | Argento   | 3'27"44     | Miglior prestazione personale stagionale |

## Altre competizioni internazionali
2000
- Coppa Europa di atletica leggera ( Gateshead)

2003
- Coppa Europa di atletica leggera ( Firenze)

2006
- Coppa Europa di atletica leggera ( Malaga)

2007
- Coppa Europa di atletica leggera ( Monaco di Baviera)